# Pace Airlines
Pace Arlines foi uma empresa aérea fundada em 1996, dos Estados Unidos da América, em 2003 foi comprada pela Hooters passando a operar como Hooters Air até 2006, encerrou suas atividades em 2009. 